# Bhuvaneka Bahu VI
Bhuvenaka Bahu VI fou rei de Kotte (1472-1480). El seu nom original era Sapumal Kumara i era fill (adoptiu) de Parakramabahu VI; sota aquest va conquerir el regne de Jaffna i fou nomenat virrei de la regió nord.
Fou un fervent budista i va fer un nou recipient per la Dent Sagrada que li va costar 7000 massa (moneda local de valor incert) a més d'altres ofrenes; va distribuir també moltes almoines i es va dedicar al seu poble i a la religió.
La pau fou alterada en el seu regnat per un cap del korale (districte) de Pasdun de nom Siriwardene Patty Raja que es va revoltar aliat a un altre cap de nom Cooroogama. La rebel·lió fou ràpidament sufocada pel germà del rei Ambulugala Kumara i els dos líders Patty Kajah i Cooroogama, junt amb molts dels seus seguidors, foren fet presoners i portats a la capital, Kotte, on van suplicar al rei el perdó de la seva vida acceptant ser condemnats a presó perpètua; el rei no solament els va perdonar la vida sinó que els va deixar lliures al cap d'un temps (abans del final del seu regnat)
En aquest regnat va viure el poeta Weedagama (així anomenat pel seu poble de naixement al korale Rygara) que era un monjo molt il·lustrat i pietós; entre les seves obres esta el Budugunalankara, on dibuixa una figura correcte de Buda i del budisme, el Lorvedasanyrahaya, una obra amb màximes de un caràcter moral, religiós i prudent, i el Tisarasandese, una epístola poètica força llarga.
Tenia un fill adoptiu que a la seva mort el va succeir amb el nom de Pandita Parakrama Bahu (o Parakramabahu VII).